# الیزابت سلرز
الیزابت سلرز (انگلیسی: Elizabeth Sellars؛ زادهٔ ۶ مهٔ ۱۹۲۱ در گلاسگو - ۳۰ دسامبر ۲۰۱۹) هنرپیشه اهل اسکاتلند بود.
او از سن ۱۵ سالگی در صحنه تئاتر ظاهر شد و تحصیل‌کردهٔ آکادمی سلطنتی هنرهای دراماتیک است. برای اولین بار در سال ۱۹۴۶ میلادی در لندن در اجرای برادران کارامازوف ظاهر شد و پس از آن در ریچارد سوم، هملت و حکایت زمستان به ایفای نقش پرداخت.
از آثار سینمایی او می‌توان به رگبار (۱۹۵۱) و قانون و بی‌نظمی (۱۹۵۸) اشاره کرد.

## گزیده فیلم‌شناسی
- رگبار (۱۹۵۱)
- کنتس پابرهنه (۱۹۵۴)
- دزیره (۱۹۵۴)
- شاهزاده بازیگری (۱۹۵۵)
- قانون و بی‌نظمی (۱۹۵۸)
- ۵۵ روز در پکن (۱۹۶۳)
- مزدور (۱۹۷۳)